# Tramwaje w Kazaniu
Tramwaje w Kazaniu (ros. Казанский трамвай, tatar. Казандагы трамвай) – system komunikacji tramwajowej w Kazaniu otwarty w 1875 r. i działający do dziś w stolicy Tatarstanu w Rosji.

## Historia
Pierwsze tramwaje konne wyjechały na ulice w 1875. Tramwaje elektryczne zostały uruchomione 20 listopada 1899. W latach 2004–2008 zlikwidowano wiele tras tramwajowych przede wszystkim w centrum.
Jeden z najstarszych systemów tramwajowych Rosji. Według stanu z 2010 działało 6 tras o długości 120 km. System obsługiwała zajezdnia nr 1.

## Linie
| Linia | Trasa                                     |
| ----- | ----------------------------------------- |
| 1     | Ż/D Wokzał ↔ ul. Chimiczeskaja            |
| 2     | Ż/D Wokzał ↔ Riecznoj wokzał              |
| 4     | ul. Chalitowa ↔ 9-j Mikrorajon            |
| 5     | Ż/D Wokzał ↔ mikrorajon Sołniecznyj Gorod |
| 6     | ul. Chalitowa-2 ↔ pos. Karawajewo         |

## Tabor
Według stanu z czerwca 2018 r. w Kazaniu eksploatowano 92 tramwaje:
| Zdjęcie                            | Typ                                | przewóz osób na wózkach            | Liczba |
| ---------------------------------- | ---------------------------------- | ---------------------------------- | ------ |
|                                    | 71-402                             |                                    | 5      |
|                                    | LM-99AE                            |                                    | 14     |
|                                    | AKSM-62103                         | przewóz osób na wózkach            | 20     |
|                                    | AKSM-84300M                        | przewóz osób na wózkach            | 20     |
|                                    | AKSM-84500K                        | przewóz osób na wózkach            | 3      |
|                                    | 71-623-02                          | przewóz osób na wózkach            | 22     |
|                                    | 71-407                             | przewóz osób na wózkach            | 8      |
| Łączna liczba:                     | Łączna liczba:                     | Łączna liczba:                     | 92     |
| Udział tramwajów niskopodłogowych: | Udział tramwajów niskopodłogowych: | Udział tramwajów niskopodłogowych: | 79,35% |